# Coenotephria nebulata
Coenotephria nebulata là một loài bướm đêm trong họ Geometridae.